# Septo dolíporo

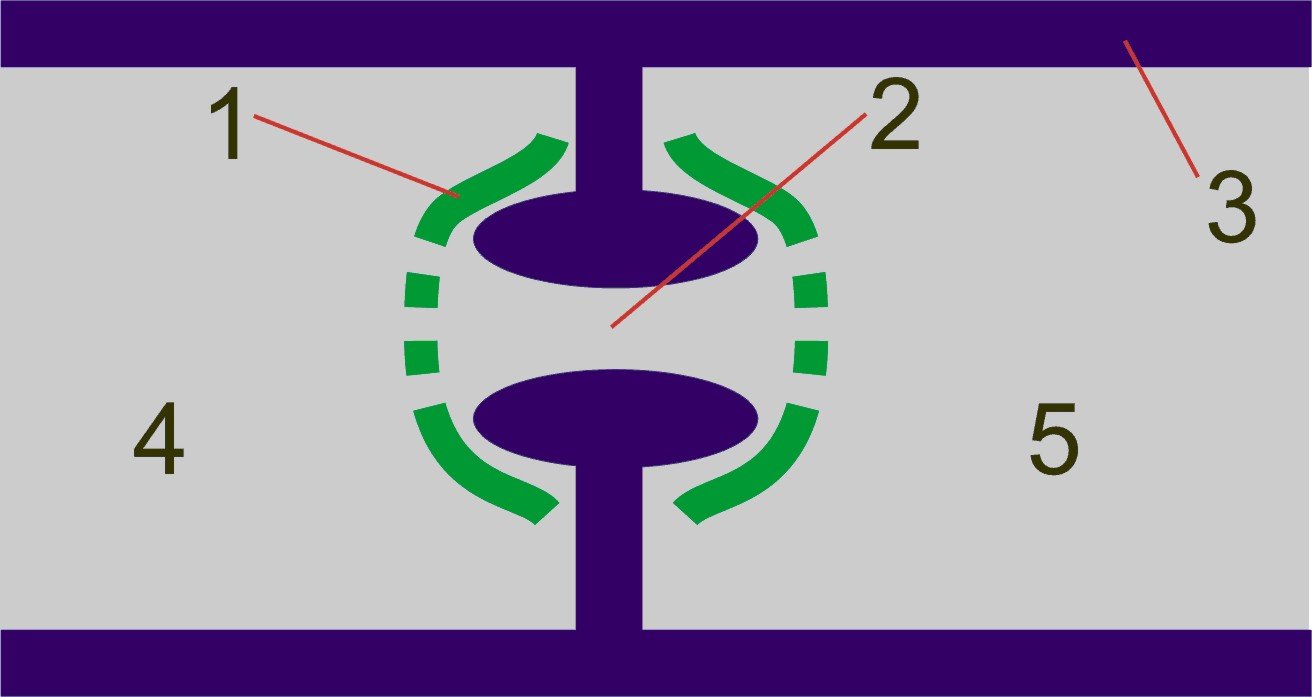
En las hifas de los hongos basidiomicetos, los parentosomas (1) "cubren" un septo dolíporo (2). La pared celular (3) se hincha alrededor del poro septal para formar un anillo en forma de barril. Las perforaciones en el paréntesis permiten que el citoplasma fluya entre (4) y (5).

Los septos dolíporos son paredes divisorias especializadas entre las células (septos) que se encuentran en casi todas las especies de hongos del filo Basidiomycota. A diferencia de la mayoría de los septos de hongos, tienen una hinchazón en forma de barril alrededor de su poro central, que tiene alrededor de 0,1-0,2 µm de ancho. Esta estructura está típicamente cubierta en ambos extremos por membranas especializadas, llamadas "parentosomas"  (por su apariencia de paréntesis bajo el microscopio) o simplemente "tapones de poros".
Las royas (Pucciniales) y los hongos tizón (Ustilaginales), aunque están clasificados en Basidiomycota, no se ha observado que tengan septos de dolíporos.
Los septos de dolíporos varían significativamente entre las hifas monocarióticas y las dicarióticas, que se forman en diferentes puntos de los ciclos de vida de los basidiomices. En las hifas monocarióticas pero no en las dicarióticas, los parentosomas son continuos con el retículo endoplásmico, y las paredes septales están construidas con un material diferente al de las paredes celulares. Todos los septos dolíporos pueden permitir que el citoplasma, y a veces las mitocondrias, fluyan a través de sus poros; los de las hifas monocarióticas tienen parentosomas perforados, que permiten que los cleos celulares fluyan también a través de ellos.
La estructura fue descrita por primera vez por Royall Moore y James McAlear en 1962.